# Pierre Blaise
Pierre Blaise, fue un actor francés nacido el 11 de junio de 1955 en Moissac y muerto en accidente de carretera el 31 de agosto de 1975 en esta misma comuna.

## Biografía
Pierre Marc Blaise era un joven leñador de diecisiete años que vivía en un ambiente de clase modesta en Moissac cuando su madre le estimuló para presentarse a un casting en Toulouse en 1973. El realizador Louis Malle, que deseaba un actor desconocido para interpretar el rol principal de su futura película Lacombe Lucien, seleccionándole entre mil candidatos.

### Carrera de actor
El rol principal que encarna con talento en la película Lacombe Lucien, realizada por Louis Malle, le impulsa al mundo del cine. Esta obra, que trata de la juventud gestapista francesa bajo la Ocupación, suscita vivas polémicas en Francia al estrenarse en enero de 1974, como también lo fue el documental Le Chagrin et la Pitié de Marcel Ophüls en 1971. La película fue nominada a los Oscar en 1975. En esta película, la escena en la que decapita une gallina no figura en el guion, que precisa que solamente debe matarla, pero por ser forzudo, él hace volar la cabeza del ave. Louis Malle decidió apartar esta escena del montaje.
En el lapso de un año, entre 1973 y 1974, rueda cuatro películas, destacando dos con un rol principal: Lacombe Lucien y Le Grand Délire, así como dos roles secundarios en Les Noces de porcelaine y Vertiges.

### Muerte
Pierre Blaise perdió la vida poco después de cumplir veinte años en un accidente de coche. Al volante de su Renault 15 TL, en línea recta, patinó sobre la calzada mojada, golpeándose contra varios plataneros entre Moissac y Durfort-Lacapelette, cuando conducía al anochecer junto a dos de sus amigos en una velada nocturna que él organizó. Sus dos pasajeros también perecieron a causa del golpe y el coche quedó totalmente destruido. Según Mylène Demongeot, el alcohol fue uno de los factores que provocaron el accidente.
Pierre Blaise fue inhumado en el cementerio situado junto a la iglesia del caserío de Saint-Paul de Brugues, en la comuna de Durfort-Lacapelette, en el departamento de Tarn y Garona.